# Cine Barrueco
Cine Barrueco fue una sala cinematográfica ubicada en el número 16 de la avenida de Portugal de Zamora (España).
Fue inaugurado el 7 de febrero de 1943, y proyectó su última película el 22 de febrero de 2008. El nombre de la sala hace referencia a José Barrueco Seisdedos, su promotor.
La sala poseía aforo para aproximadamente unas 1000 personas. Debido al auge de las multisalas de cine en la ciudad, fue reformado en 1997 para añadir dos salas más, las únicas de la ciudad construidas en gradas. Hasta su cierre, la pantalla de la sala principal fue la más grande de todas las de los tres cines de la ciudad.

## Historia
El arquitecto de la obra fue Antonio García Sánchez-Blanco, quien diseñó el patio de butacas con un aforo que supera el millar de espectadores. El cine fue inaugurado el 7 de febrero de 1943 con el estreno de la película: Eso que llaman amor (Wings of the Morning). El cine Barrueco fue el más joven de los tres que posee Zamora: el Teatro Principal inaugurado el 1913, y el Nuevo Teatro, que abre al público en 1931. En 1997 se adaptó a las nuevas exigencias del mercado transformando el patio de butacas original en tres salas. Pasó a denominarse Cines Barrueco y se organizó en una sala principal con aforo de 510 asientos, y dos más pequeñas para 160 espectadores. 
Después de más de una década abandonado, en 2020 el edificio fue reconvertido en un bloque de viviendas respetando en todo momento la fachada y sus elementos originales. Para poder dar acceso al nuevo garaje subterráneo la zona de taquillas se ha hecho móvil. En la antigua cartelera se ha colocado un azulejo con el cartel de Casablanca.